# Wólka Tarnowska (Wólka Tarnowska)
Wólka Tarnowska – osada wsi Wólka Tarnowska w Polsce położona w województwie lubelskim, w powiecie chełmskim, w gminie Wierzbica.
W latach 1975–1998 osada administracyjnie należała do województwa chełmskiego.